# アカバナチシャノキ

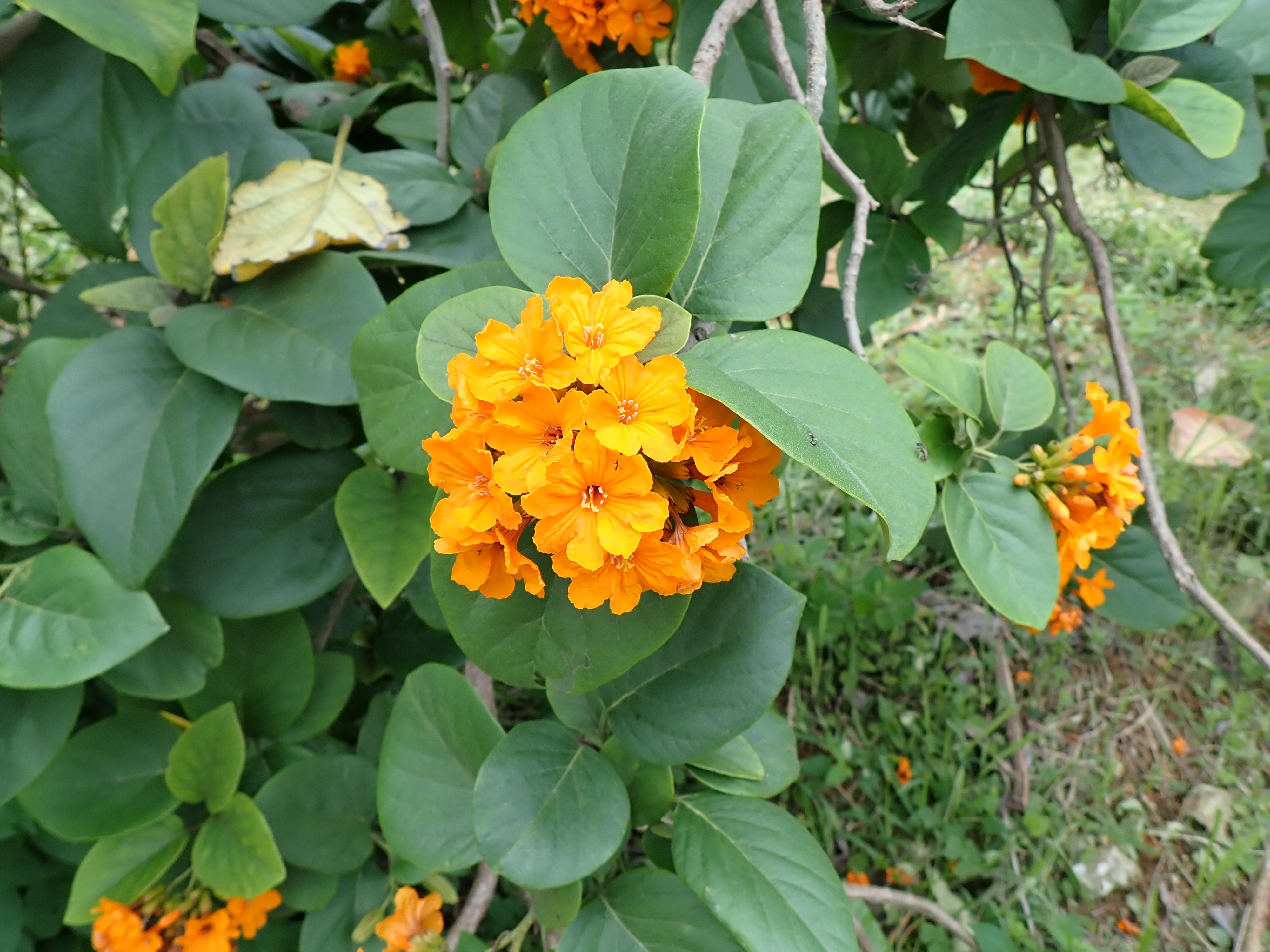
アカバナチシャノキ（2024年5月 沖縄県石垣市 植栽）

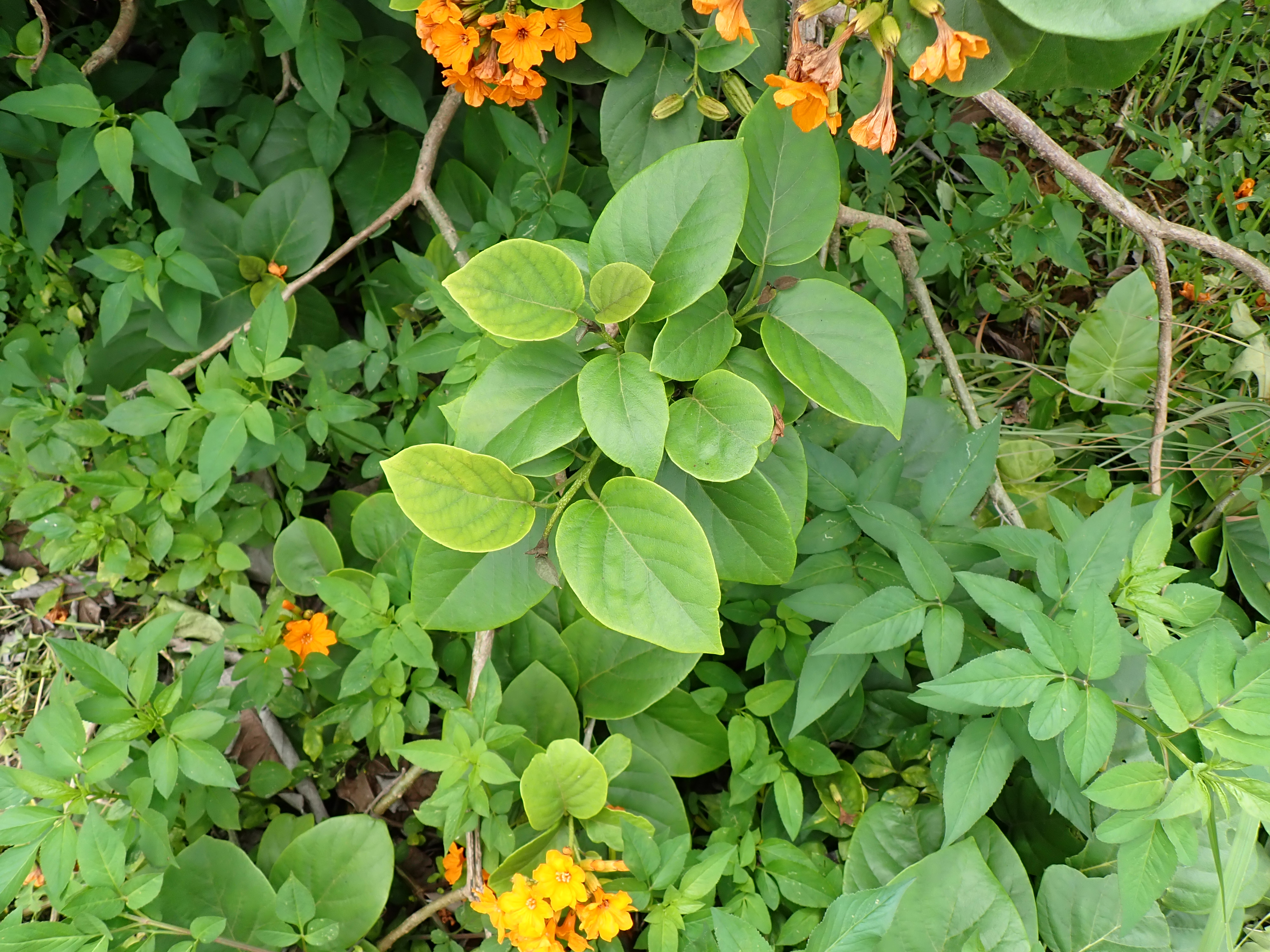
葉は互生する
（2024年5月 沖縄県石垣市 植栽）

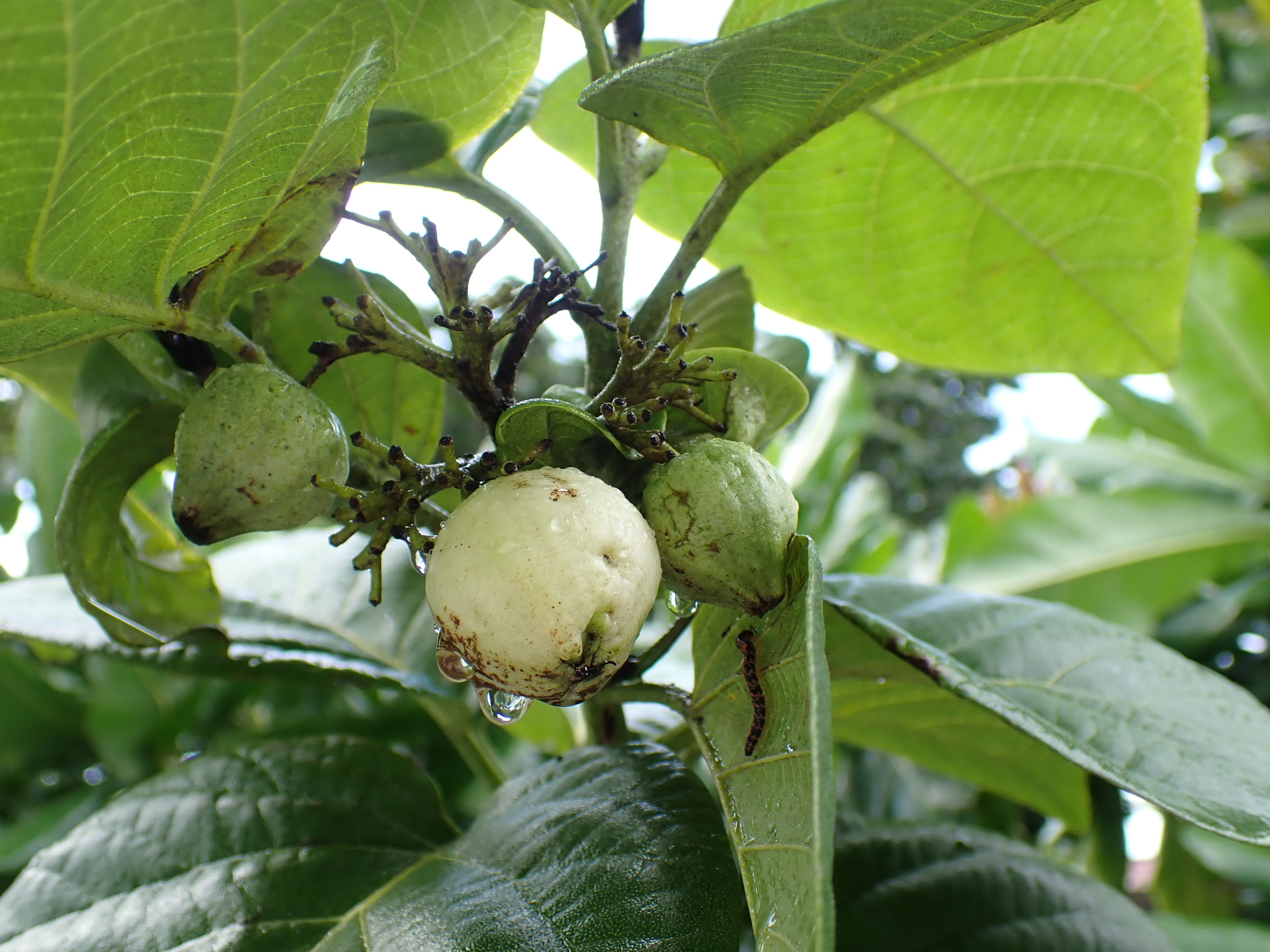
白い果実
（2024年10月 沖縄県石垣市 植栽）

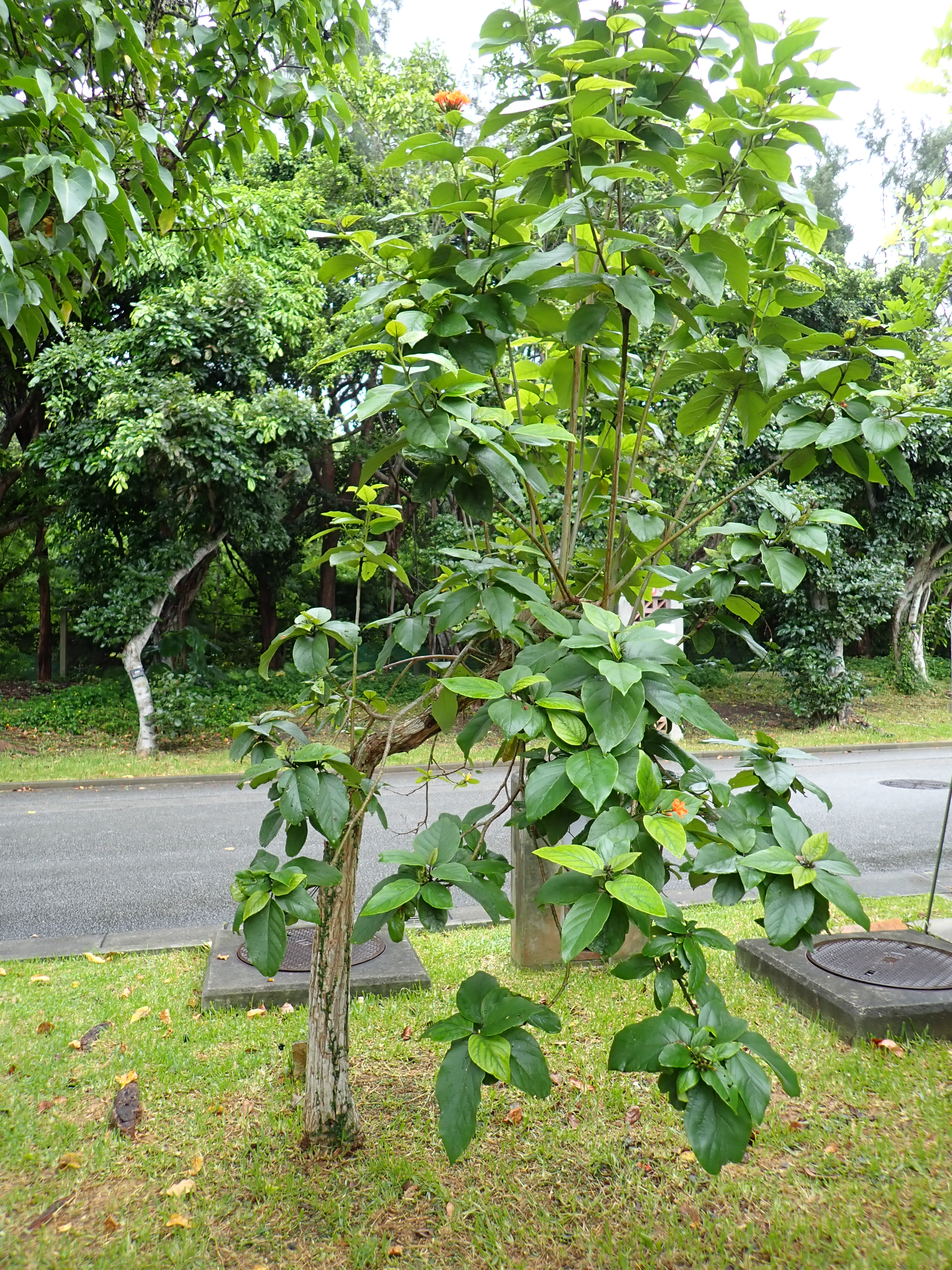
アカバナチシャノキ（2024年5月 熱帯・亜熱帯都市緑化植物園）

アカバナチシャノキ（赤花萵苣木、別名　アメリカチシャノキ、学名：Cordia sebestena）はムラサキ科カキバチシャノキ属の常緑低木～高木。IUCNレッドリストLC（低危険種）。

## 特徴
高さ5–8 mほど。葉は濃緑色で長さ7.5–20 cmの楕円形でやや厚く、葉縁は波打ち全縁、葉脈は凹む。葉裏に軟らかい毛をもつ。短い葉柄をもち、互生する。花は鮮やかな赤橙色のラッパ状で、枝の先端にまとまってつき、花冠は6–7裂し、ひだをもつ。周年開花性。果実は長さ2.5 cmほど、白色の卵型で、甘みがあり可食。

## 分布と生育環境
中南米熱帯域（フロリダ～西インド諸島～ベネズエラ、コロンビア～メキシコ）原産。POWOでは中南米原産でフロリダ等は導入とされる。

## 利用
観賞用。熱帯地方で広く栽培され、材は工芸用に、葉や果実は薬用。自生地では多幹に育つ。沖縄県内では公園や街路樹に利用される。樹形が整っているので基本的には自然樹形とする。冬期には葉縁部が褐変するが生育には影響しない。病虫害は少ない。繁殖は実生による。

## その他
パラオ共和国アンガウル州の州旗の中央には、アカバナチシャノキ（Kelau）の花が描かれている。